# José Luis Fidalgo Veloso
José Luis Fidalgo Veloso (castellà: José Luis Veloso)  (Santiago de Compostel·la, 23 de març de 1937 - 13 de novembre de 2019) va ser un futbolista gallec que va jugar com a davanter.
Va acumular un total de 84 partits i 33 gols a la Lliga durant sis temporades, representant el Deportivo i el Reial Madrid.

## Carrera de club
Nascut a Santiago de Compostel·la, Galícia, Veloso va jugar professionalment amb el Deportivo de La Corunya, el Reial Madrid, el CD Ourense i el Rayo Vallecano. Va ser utilitzat gairebé exclusivament com a reserva amb el segon club, però tot i així va aconseguir marcar nou gols en només 16 partits a la temporada 1966-67 per guanyar el primer dels seus tres campionats de Lliga. A més, va marcar tres gols en només cinc partits de la Copa d'Europa, formant part de l'equip que va guanyar l'edició de 1966.
Veloso es va retirar el 1973 als 36 anys, després d'un any amb l'equip loca la SD Compostela a les lligues inferiors.

## Carrera internacional
Veloso va jugar quatre partits amb la selecció espanyola en set mesos. Dos dels seus tres gols van arribar a la fase de classificació per a la Copa d'Europa de Nacions de 1964, que el país finalment va guanyar com a amfitrió; però, no va ser convocat per a la final.

### Gols internacionals
| #  | Data                   | Lloc                                   | Oponent | Marcador | Resultat | Competició                                              |
| -- | ---------------------- | -------------------------------------- | ------- | -------- | -------- | ------------------------------------------------------- |
| 1. | 1 de novembre de 1962  | Santiago Bernabéu, Madrid, Espanya     | Romania | 2 –0     | 6–0      | Classificació per a la Copa d'Europa de Nacions de 1964 |
| 2. | 25 de novembre de 1962 | Stadionul 23 August, Bucarest, Romania | Romania | 3–1      | 3–1      | Classificació per a la Copa d'Europa de Nacions de 1964 |
| 3. | 13 de juny de 1963     | Santiago Bernabéu, Madrid, Espanya     | Escòcia | 2 –4     | 2–6      | Amistós                                                 |

## Mort
Veloso va morir el 13 de novembre de 2019, als 82 anys.

## Palmarès
Reial Madrid
- La Lliga: 1966–67, 1967–68, 1968–69[2]
- Copa d'Europa: 1965–66[2]

Individual
- Trofeu Pitxitxi (Segona Divisió): 1960–61[5]